# 日本のフットサル
本項目「日本のフットサル」（にほんのフットサル）では、日本におけるフットサルの歴史や文化についてまとめる。

## 概要
日本のフットサルは、日本サッカー協会とその傘下にある日本フットサル連盟によって統括されている。全国リーグとして、日本フットサルリーグが開催されている。ナショナルチームは、アジア地区でイランに次ぐ実績を持っている。

## 歴史

### 概説
日本でのミニサッカーの始まりは、1970年代に日本に来ていたサッカーのブラジル人選手のアドバイスによる。1977年に、日本サッカー協会の傘下に日本ミニサッカー連盟が発足した（現・日本フットサル連盟。傘下に9地域のフットサル連盟、都道府県のフットサル連盟を有する）。また、これ以前に、1973年よりミニサッカー選手権サッカーが開催されていた。
1976年から1980年には、女子による8人制の大会も行われていた（この大会は、後になでしこリーグへと向かっていくものである）。
1990年代より、競技人口が増え始める。
1994年よりJFAが「ミニサッカー委員会」を設立。その年の9月に「フットサル委員会」と名称を改めた。これを機に日本全国にフットサルを普及させる取り組みがなされる。1996年には第1回の全日本フットサル選手権大会が開催された。その後、少年の大会、U-15の大会、女子の大会も行われる事となる。
1991年度より少年の大会が開催された。

### 年表
- 1970年代 - 「ミニサッカー」として始まる。
- 1973年 - ミニサッカー選手権開催。
- 1976年 - 女子による8人制のミニサッカー大会開催。
- 1977年 - 日本サッカー協会の傘下に「日本ミニサッカー連盟」発足。
- 1989年 - フットサル日本代表が第1回FIFAフットサルワールドカップに出場。グループリーグ敗退。
- 1990年代 - フットサルが、日本全国で普及していく。
- 1994年 - 日本サッカー協会が、「ミニサッカー委員会」設立。
- 1994年9月 - 「ミニサッカー委員会」を「フットサル委員会」に改名。全国に普及させる取り組みが、開始される。
- 1996年 - 第1回全日本フットサル選手権大会開催。
- 2004年 - フットサル日本代表が台湾でのFIFAフットサルワールドカップに出場。グループリーグ敗退。
- 2006年4月 - 日本初のプロ・フットサルクラブ「大洋薬品/BANFF（名古屋オーシャンズ）」（本拠地：名古屋市）が誕生。
- 2006年5月 - フットサル日本代表がアジア選手権初優勝。
- 2007年5月 - 日本の大阪市と尼崎市でアジア選手権開催。日本代表は準優勝。
- 2007年9月 - フットサル全国リーグ「日本フットサルリーグ」開幕

## ナショナルチーム
ナショナルチームであるフットサル日本代表は、アジア地区ではイランに次ぐ実績をもっている。FIFAフットサルワールドカップには過去4回出場(1989年・2004年・2008年・2012年)。2012年大会では初めてグループリーグを突破した。
2007年には女子代表も結成。

## 国内大会

### 全国リーグ
リーグの詳細については、「日本フットサルリーグ」を参照すること。
名称は「日本フットサルリーグ」。愛称は「F.LEAGUE（Fリーグ）」。2007年9月開幕。全国各地にできた8つのチームが総当たりのリーグ戦を行い、順位を競う。

### 地域リーグ
地域リーグ戦の詳細は、「地域リーグ (フットサル)」を参照すること。
現在日本全国にある9つの地域協会主管により行われている、フットサルのリーグ戦。各リーグ上位チームは、日本フットサル連盟主催のFUTSAL地域チャンピオンズリーグに進出し、日本一を争う。

### 日本サッカー協会主催
日本サッカー協会 (JFA) 主催の大会には以下のものがある。
- JFA 全日本フットサル選手権大会
- JFA 全日本U-15フットサル選手権大会
- JFA 全日本U-18フットサル選手権大会
- JFA バーモントカップ 全日本U-12フットサル選手権大会
- JFA 全日本女子フットサル選手権大会
- JFA 全日本U-15女子フットサル選手権大会
- 全日本大学フットサル大会

### 日本フットサル連盟主催
日本フットサル連盟主催の大会には以下のものがある。
- 全国選抜フットサル大会
- FUTSAL地域チャンピオンズリーグ
- 全国女子選抜フットサル大会

### 日本フットサル施設連盟主催
日本フットサル施設連盟主催の大会には、以下のものがある。
- 日本フットサル施設連盟選手権大会（全日本フットサル選手権本戦への出場権が与えられる。JFA,日本フットサル連盟後援）
- アサヒ飲料杯スポニチフットサルクラブ選手権
- 全国施設選抜レディースフットサル大会

### 一般人対象
- フットワンストック（株式会社スポーツワン）
- エフチャンネル（株式会社クリエイティブヘッズ主催）
- LiGA DiveRTida（株式会社Newglovals主催）
- LaBOLA CUP（サッカー・フットサルSNS「LaBOLA」主催）
- SHOOT｜蹴斗（株式会社　蹴栄）
- adidas SALA FESTA（株式会社アディダス ジャパン主催）
- フットサルリーグ フットワンリーグ（株式会社スポーツワン）
- ボアスコンプラス（サッカー・フットサル専門店 ボアスコンプラス）
- SAMURAI JAPAN
- 全国青年大会
- ホンダカップ フットサルフェスタ powered by FCバルセロナ（旧ニッポンハムカップ・フットサルトーナメント）
- フルキャストベネフィット・ワンSUNカップ
- CROSPOカップ
- MFPメンバーズカップ
- MFPクイーンカップ
- F-oneリーグ
- アコム Liga Metropolitana 社会人フットサルリーグ（sankei SAL主催）
- EXILE CUP（LDH主催）小学4年から6年生までの大会

### その他
- メルシートゥフェスタ（旧スフィアリーグ）
- すかいらーくグループリーグ
- 夏の高校生フットサル大会
- 自衛隊女子フットサル大会
- U-18フットサルリーグチャンピオンズカップ（特定非営利活動法人サロン2002）

## 一般のフットサル
2002年の日韓ワールドカップでサッカー熱が高まったこともあり「サッカーより気軽にボールを蹴れる」として人気を得た。それをきっかけにフットサル専用の施設が増加し、2005年には300施設を超えた。インフラが整備されたこともあり、日本サッカー協会のフットサル個人登録していない人も含めれば、その競技人口は200万人にのぼるともいわれる。
フットサルをしている人たちは大まかに2つの方向性があり、1つめは大会には参加せず「楽しく気軽にフットサルをする」エンジョイ志向と、大会に積極的に参加し「勝つためにフットサルをする」競技志向がある。
各サッカー協会や各フットサル連盟が主催するリーグ戦・大会以外にも、フットサル施設やスポーツイベント企画会社などがレベル別にリーグ戦・大会を開催している。勝利にこだわらないエンジョイ大会や男女混合チームで行うミックス大会、レディース大会、年齢制限（通常下限を設定）している大会などもある。これらの大会は、日本サッカー協会への加盟・登録などをせずに参加できる。
また、チーム・サークルに所属していなくても、参加費を払えば誰でも参加できる個人参加型のイベントも各地で盛んに開催されているが、前述の志向によって参加者を限定している場合もある。

## 芸能人女子フットサル
詳細は、「芸能人女子フットサル」参照。
2003年にハロー!プロジェクトのメンバーによりGatas Brilhantes H.P.を結成しL･リーグ所属「スペランツァF.C.高槻」のフットサルチームなどと試合を行った。この後、川淵三郎キャプテンの発案によるなでしこジャパンの応援企画として芸能人女子フットサルチームによる大会が開催された。これが話題を呼び一般の女子でもできるスポーツとしてフットサルの底辺拡大に一役買った。なお、JFAの後援により、各協会主催の女子フットサルリーグとは別に、芸能人女子フットサルチームによるリーグ戦がスフィアリーグとして開催されていた。

## 備考

### ポジション名
日本においてフットサルの各ポジションの呼称は、ポルトガル語が使われる事が多い。以下は、各ポジションの名称である。
- ピヴォ（Pivo） - ポルトガル語で「要点」などを表す単語。サッカーで言うところの、"フォワード（Forward, FW）"にあたるポジション。
- アラ（Ala） - ポルトガル語で「線」を意味する単語。サッカーで言うところの、"サイドプレーヤー（Side player）"にあたるポジション。
- フィクソ（Fixo） - ポルトガル語で「固定される」という意味を持つ単語。サッカーで言うところの、"ディフェンダー（Defender, DF）"にあたるポジション。なお、このポジションは、他に「ベッキ（Baque）」と呼ばれる事もある（「ベッキ」はポルトガル語で、「鈍い音」という意味を持つ単語）。
- ゴレイロ（Goleiro） - ポルトガル語で「ゴールキーパー」を意味する単語。サッカーで言うところの、"ゴールキーパー（Goalkeeper、GK）"にあたるポジション。女性はゴレイラ(Goleira)。

### 競技場
- 日本にあるフットサル専用の施設は、屋外の人工芝コートが比較的多い。ただし、日本サッカー協会（JFA）主催・主管の競技リーグや各種大会では、基本的に屋内の体育館やスポーツコートの屋内施設で行われる。